# Nós por Cá
Nós Por Cá foi um programa de informação português transmitido em directo de Segunda a Sexta-Feira na SIC às 19 horas (UTC - 0/GMT, fuso horário de Lisboa), e é apresentado por Conceição Lino. Conta com a presença de variadíssimas pessoas em estúdio, pelo qual já passaram pessoas como Simone de Oliveira e José Diogo Quintela. Foi, desde 2004 até ao final de 2008, uma rubrica do Jornal da Noite.
Nós Por Cá começou por ser uma rubrica do Jornal da Noite de Domingo mas a ideia inicial já tinha sido pensada para o programa Hora Extra de Conceição Lino. A rubrica consistia em divulgar situações como o mau uso da língua portuguesa, traduções bizarras, desrespeito irónico de sinalização, entre outras situações insólitas. Quando terminou tinha uma duração de 10 a 15 minutos e era exibido todas as Terças-Feiras no Jornal da Noite.
A estreia de Nós Por Cá como programa autónomo seria anunciada no Jornal da Noite de 4 de Janeiro de 2009. Conceição Lino revelou que um estudante universitário do Minho concluira, numa tese de mestrado, que Nós Por Cá recebia uma média de 10 mil e-mails por ano, sendo 60% desses casos de interesse colectivo.
A 5 de Janeiro, Nós Por Cá estreou-se na grelha de programação da SIC. Às 13 horas, no Primeiro Jornal do mesmo dia, Conceição Lino descreveu o programa como "novo, inspirado no Nós Por Cá que as pessoas conhecem (…) um programa que 'vota nas pessoas' (…) e portanto, vamos continuar a estar próximos delas".
Na sua estreia, e de acordo com dados publicados pela Marktest, Nós Por Cá obteve 8,1% de audiência média e 25,6% de share.